# Municipio de Oak Park (Minnesota)
El municipio de Oak Park (en inglés: Oak Park Township) es un municipio ubicado en el condado de Marshall en el estado estadounidense de Minnesota. En el año 2010 tenía una población de 131 habitantes y una densidad poblacional de 1,29 personas por km².

## Geografía
El municipio de Oak Park se encuentra ubicado en las coordenadas 48°13′53″N 97°4′31″O / 48.23139, -97.07528. Según la Oficina del Censo de los Estados Unidos, el municipio tiene una superficie total de 101.57 km², de la cual 100,63 km² corresponden a tierra firme y (0,93 %) 0,94 km² es agua.

## Demografía
Según el censo de 2010, había 131 personas residiendo en el municipio de Oak Park. La densidad de población era de 1,29 hab./km². De los 131 habitantes, el municipio de Oak Park estaba compuesto por el 95,42 % blancos, el 3,05 % eran de otras razas y el 1,53 % eran de una mezcla de razas. Del total de la población el 7,63 % eran hispanos o latinos de cualquier raza.